# La Lande-Saint-Siméon
La Lande-Saint-Siméon é uma comuna francesa na região administrativa da Normandia, no departamento Orne. Estende-se por uma área de 5,25 km². Em 2010 a comuna tinha 156 habitantes (densidade: 29,7 hab./km²).